# Mouffy
Mouffy település Franciaországban, Yonne megyében. Lakosainak száma 133 fő (2022. január 1.). Mouffy Migé, Charentenay, Courson-les-Carrières és Merry-Sec községekkel határos.

## Népesség
A település népességének változása:
| Lakosok száma | 137  | 139  | 135  | 128  | 127  | 127  | 126  | 130  | 133  |
|               | 2013 | 2015 | 2016 | 2017 | 2018 | 2019 | 2020 | 2021 | 2022 |